# Universidad de Jyväskylä
La Universidad de Jyväskylä (finés: Jyväskylän yliopisto) es una universidad pública en Jyväskylä, Finlandia. La universidad se fundó en 1934, y tiene aproximadamente 15 000 estudiantes. La universidad tiene un museo con un jardín botánico. Las facultades que tiene  la universidad  son:                
- Facultad humanística
- Facultad de tecnología informática
- Facultad de educación
- Facultad de ciencias matemáticas
- Facultad de ciencias políticas

- Datos: Q578326
- Multimedia: University of Jyväskylä / Q578326